# Bersa S.A.
Bersa S.A. (dawniej Fábrica de Armas Bersa) – argentyńskie przedsiębiorstwo produkujące pistolety samopowtarzalne. Siedziba przedsiębiorstwa znajduje się w Ramos Mejia w prowincji Buenos Aires.